# 실비아 크리스털
실비아 크리스털(Sylvia Kristel, 1952년 9월 28일 ~ 2012년 10월 17일)은 네덜란드의 배우, 모델, 가수이다. 1974년 출시된 프랑스 영화 《엠마뉴엘》의 엠마뉴엘 역으로 유명하다.

## 생애
크리스텔은 네덜란드 위트레흐트주 위트레흐트에서 여관을 운영하던 피에트와 장 니콜라스의 딸로 태어났다. 17살 때 모델일을 시작하였으며, 1973년에 《미스 TV 유럽》에 출전하여 우승하였다. 1974년 프랑스 영화 《엠마뉴엘》에 엠마뉴엘로 출연하여 국제적인 명성을 얻었다.
11살 때부터 필터 없는 담배를 피워왔던 크리스텔은 2001년 두경부암 진단을 받았으며, 암이 폐로 전이된 후 화학요법, 외과 수술 등 세가지 치료를 받았다.
2006년에 프랑스에서 자서전 《Nue》를 출간하였다.
2012년 10월 17일 네덜란드 암스테르담에 위치한 병원에서 식도암과 폐암으로 투병 끝에 사망하였다. 향년 60세.

## 출연 작품
- 엠마뉴엘 (1974)
- 엠마뉴엘 2 (1975)
- 보디 게임 (1976)
- 파리 매춘 (1976)
- 앨리스 혹은 마지막 푸가 (1977)
- 엠마뉴엘 3 - 굿바이 엠마뉴엘 (1977)
- 남자들이 조심해야 할 여덟가지 타입의 여자 (1979)
- 에어포트 79 (1979)
- 개인 교수 (1981)
- 차타레 부인의 사랑 (1981)
- 프라이빗 스쿨 (1983)
- 엠마뉴엘 4 (1984)
- 마타 하리 (1985)
- 여감방 (1985)
- 성애의 침묵 (1992)
- 엠마뉴엘 7 (1993)

## 출판 서적
- Kristel, Sylvia (2007년 7월 2일) [2006년 (프랑스 출판)]. 《Undressing Emmanuelle: A Memoir》 [Nue (Nude)] (영어). Fourth Estate. ISBN 978-0007256952.

## 같이 보기
- 마리스카 베레스